# Pierre Aubert (sculpteur)
Pour les articles homonymes, voir Aubert et Pierre Aubert.

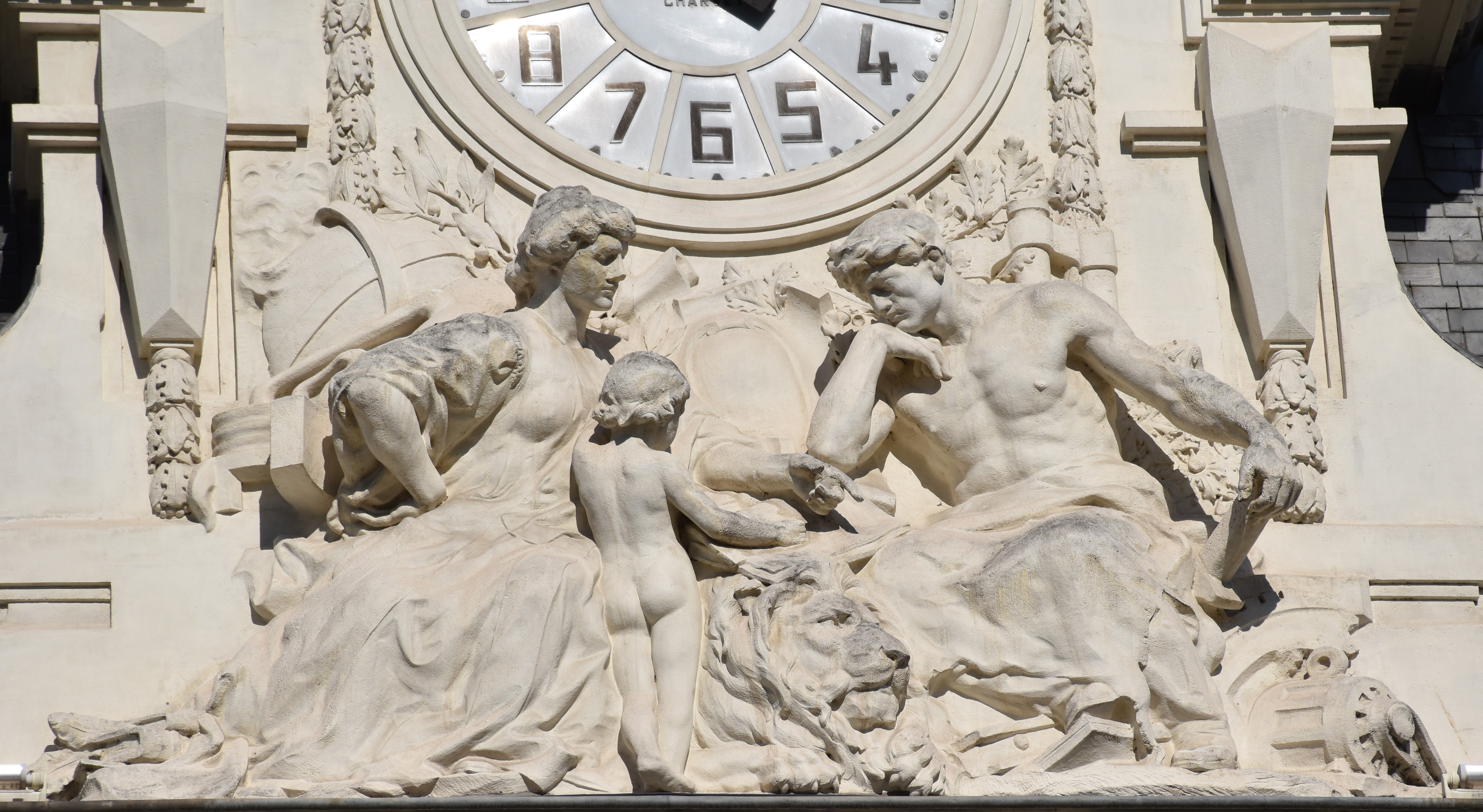
Fronton allégorique, Mairie du 7^{e} arrondissement de Lyon, place Jean-Macé

Pierre Antoine Aubert né à Lyon le 26 janvier 1853 et mort dans la même ville le 13 octobre 1912 est un sculpteur français.
Spécialisé dans le portrait en buste, il est formé aux Beaux-Arts de Lyon puis aux Beaux-Arts de Paris. Il participe à de nombreux concours pour des monuments lyonnais. Il est connu pour avoir réalisé le Monument à Claude Bernard érigé devant l’université Lumière-Lyon-II, ou encore les médaillons des archevêques de Lyon conservés à la cathédrale Saint-Jean à Lyon.

## Biographie
Pierre Aubert est né le 26 janvier 1853 à Lyon. Il est le fils de Clémence Berthet et du sculpteur sur bois Jean Antoine Aubert à qui l'on doit la plus grande partie de l'ornementation sculptée sur bois du palais du Commerce de Lyon,.
Pierre Aubert est le dernier des trois enfants Aubert et aurait reçu une formation de sculpteur technicien à La Martinière. En 1867, il entre à l'École des beaux-arts de Lyon qu'il quitte en 1869. L'année suivante de son admission aux Beaux-arts, il est élève dans l'atelier de Joseph-Hugues Fabisch. En 1876, il expose pour la première fois au Salon de Lyon.
En 1877, il obtient une récompense aux Beaux-arts de Paris en 1877 où il concourt sans succès pour le prix de Rome de 1879 à 1880. Il reste environ trois ans à Paris où il sera l'élève apprécié d'Auguste Dumont, Jean-Marie Bonnassieux et Paul Dubois. C'est à Paris qu'il est remarqué, notamment par le député Chavanne, et expose au Salon de Paris dès 1879. Il y exposera régulièrement jusqu'en 1912.
De Paris, il ne se détourne pas de sa ville natale, où il souhaite s'établir définitivement après ses études, en prenant part au concours de la fontaine des Jacobins en 1876.
La mort de son père, en décembre 1883, marque le retour définitif de Pierre Aubert à Lyon où il s'installe au 58, rue de la Charité, siège social de l'entreprise paternelle.
En 1900, Pierre Aubert prend la suite de Dufraine comme professeur de sculpture à l'École des beaux-arts de Lyon, où il laisse le souvenir d'un « pontif méticuleux » selon Marcel Renard. Dans les dernières années de sa vie, il enseigne l'art du portrait à la sculptrice Germaine de Roton.
Pierre Aubert meurt à Lyon au 58, rue de la Charité le 13 octobre 1912 et est enterré au cimetière de Tassin-la-Demi-Lune (Rhône).

## Son œuvre

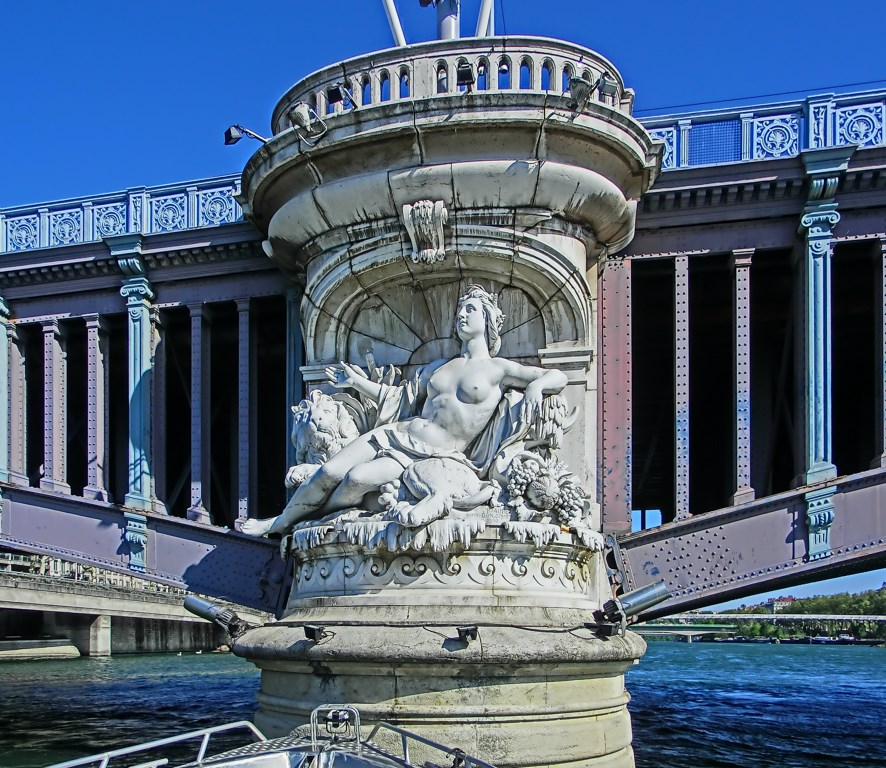
La Saône (1890), d’après Nicolas et Guillaume Coustou, Lyon, pont Lafayette.

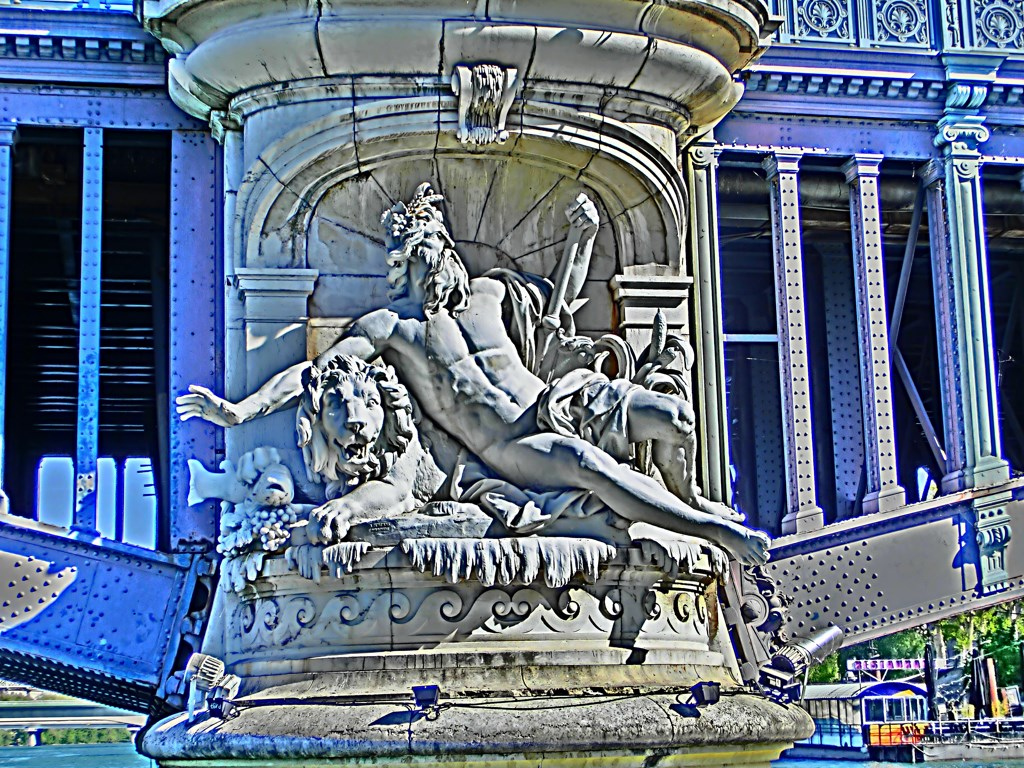
Le Rhône (1890), d’après Nicolas et Guillaume Coustou, Lyon, pont Lafayette.

Aubert fils aurait dressé une liste des œuvres réalisées par son père[réf. nécessaire]. Parmi ces dernières, il est sans doute possible que Pierre Aubert ait contribué aux travaux de son père qu'il a énumérés. Ce serait le cas, entre autres, pour les églises d'Ambérieu, la chapelle des Chartreux, Saint-Bernard de Lyon ou encore les stalles d'Ainay (1870). Jusqu'à la mort de son père en 1883, il est possible que ce dernier ait été l'associé de son père. Cette hypothèse a été avancée car, lors de son emménagement au 58, rue de la Charité, après le décès de son père, Pierre Aubert utilisait l'en-tête « Aubert Fils aîné » sur son papier à lettres.
À Lyon, Pierre Aubert prend part au concours de la fontaine des Jacobins en 1876, pour lequel il n'est pas sélectionné mais reçoit une prime de 500 francs. Il participe également en 1881 au concours du Monument à Ampère remporté par Charles Textor.
En 1883, il travaille sur la réalisation des figures du Rhône et de la Saône pour le pont Lafayette à Lyon et concourt, dans le même temps, pour un monument dédié au botaniste Bernard de Jussieu, face à Bailly, Gravillon et douze autres artistes. Le projet d'Aubert est choisi en 1885 par la commission. Aubert décide de représenter le botaniste sous un aspect méditatif. Ce dernier travaille sur le projet en collaboration avec le sculpteur ornemaniste Bador et l'architecte Bizot. Sa mise en place est entravée par la mort de Bador et par de nouvelles discussions autour de l'emplacement de la statue, fixé en 1890 au square Lafayette, et de la composition de l'inscription. Si bien qu'Aubert prend part à de nouveaux concours, comme celui pour le Monument de la République en 1887, alors que l'œuvre n'est pas achevée.
Très vite après l'inauguration du Monument à Jussieu, Aubert s'empare du projet du Monument à Claude Bernard. Cependant, pour réaliser celui-ci, il a été demandé de fondre la statue du sénateur Vaïsse pour en récupérer le bronze,. Lors de la réalisation du projet, Aubert a voulu adjoindre à la statue de Claude Bernard une grenouille privée de sa cervelle pour se référer à l’expérience la plus célèbre de ce médecin et physiologiste. Les dessins et les descriptions concernant cette statue révèlent qu’Aubert a voulu représenter le médecin sous un aspect méditatif, comme il l’avait fait pour Bernard de Jussieu, estimant cette pose adaptée à la cour d’honneur d’une université.
Situé devant l’université Lumière-Lyon-II, le monument est inauguré le 28 octobre 1894. Pendant la Seconde Guerre mondiale, la statue a été déposée dans les sous-sols de l’ancienne faculté, quai Claude Bernard.

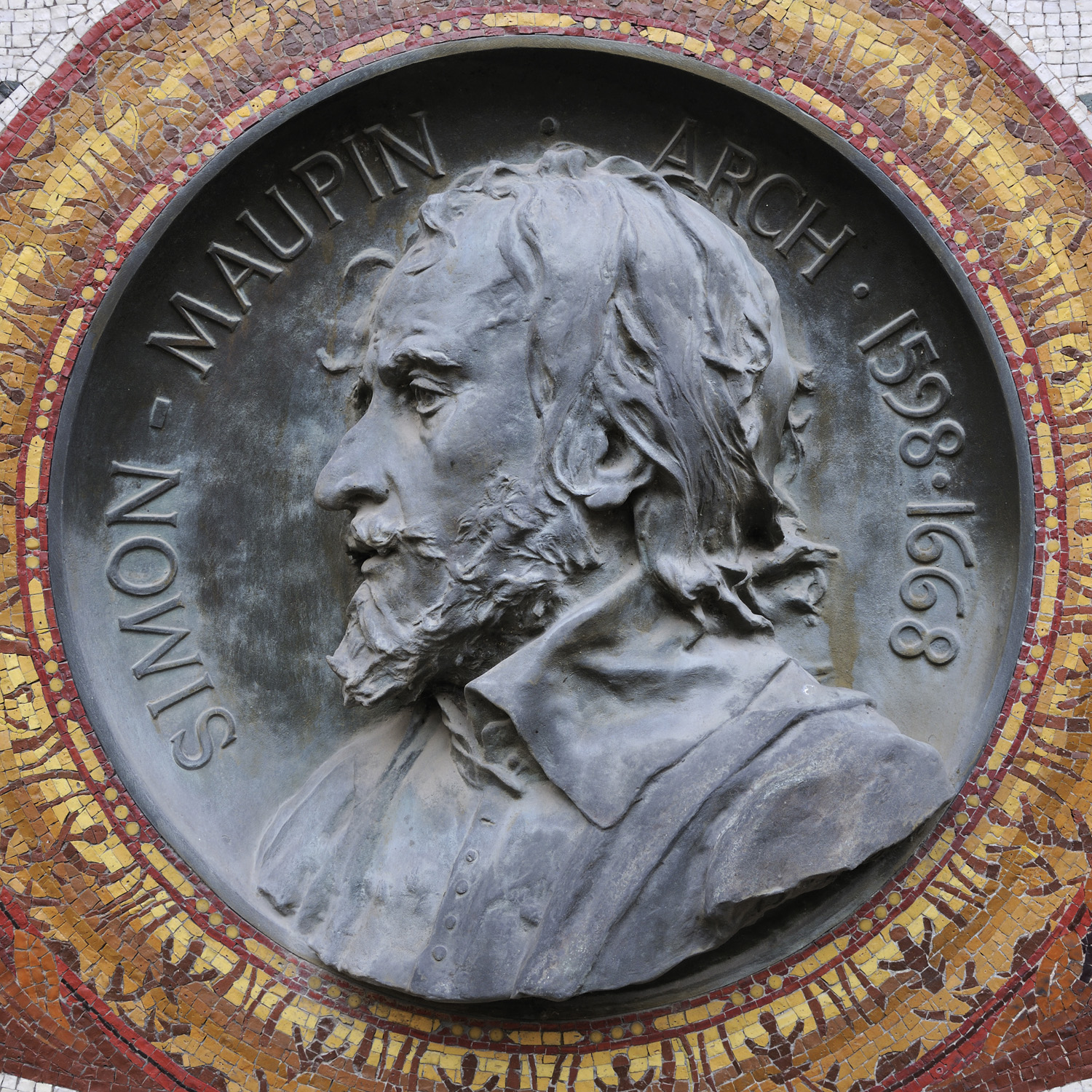
Simon Maupin (1883), médaillon en bronze, façade est du musée des beaux-arts de Lyon.

Pierre Aubert est l’auteur de quatre médaillons de bronze qui ornent la façade du nouvel hôtel de préfecture du Rhône construit par Antoine–George Louvier, architecte du département de 1850 à 1881.
Il réalise également un médaillon en bronze de Simon Maupin, ainsi que celui de Frédéric Lemol, qui ornent la façade intérieure (jardin cloître)  du musée des beaux-arts de Lyon,.

## Œuvres
- Portrait de Mme L.H…, buste en plâtre. Salon de 1879.
- Portrait de Mlle F…, buste en plâtre. Salon de 1880.
- M. Duvergier, ingénieur, buste en marbre. Salons de 1880 et de 1881.
- M. A. A…, buste en bronze. Salon de 1881.
- La Musique, esquisse en plâtre. Salon 1882.
- L'Ensevelissement, bas-relief en marbre. Salon de 1883.
- La folie de Marguerite, bronze. Salon de 1883.
- Simon Maupin, 1883, médaillon en bronze. Façade est du cloître du palais Saint-Pierre, actuel musée des beaux-arts de Lyon.
- Judith, statue en plâtre. Salon de 1885.
- La Musique, statuette en marbre. Salon de 1885.
- Titan foudroyé, statuette en plâtre. Salon de 1886.
- Portrait de Nicolas Sicard, médaillon en plâtre, cimetière de Loyasse, 1886.
- La Vierge et l'Enfant, groupe en plâtre. Salon de 1887.
- Portrait de M. Bizot, médaillon de plâtre. Salon de 1888.
- Mimi, médaillon de plâtre. Salon de 1888.
- Ernest, buste en plâtre. Salon de 1889.
- La Saône, 1890, d’après Nicolas et Guillaume Coustou, Lyon, pont Lafayette.
- Le Rhône, 1890, d’après Nicolas et Guillaume Coustou, Lyon, pont Lafayette.
- Hector Allemand, buste en marbre. Salon de 1892.
- Monument à Bernard de Jussieu, 1892, marbre, Lyon, parc de la Tête-d'Or.
- Chaire en bois, Tympan, Maître-autel, église de la Tour-du-Pin (Isère).
- Joséphin Soulary, médaillon en bronze. Salon de 1893.
- Mlle …, buste en marbre. Salon de 1893.
- M. le docteur Tripier, médaillon en bronze. Salon de 1894.
- Monument à Claude Bernard, 1894, statue en bronze.
- Meissonier, peintre, statue en marbre. Salon de 1895.
- Meissonier, buste. Galerie des bustes lyonnais, musée des beaux-arts de Lyon.
- Hippolyte Flandrin, peintre, médaillon en marbre, Lyon.
- Buste de Victor Pulliat, 1898, marbre, place de l'église à Chiroubles (Rhône).
- La Source et le Génie des ondes, groupe de plâtre. Salon de 1899.
- Portrait de M. le professeur Crolas, de la faculté de médecine de Lyon, buste en plâtre. Salon de 1906.
- Portrait de M. P…, buste en plâtre. Salon de 1908.
- Albinos, buste en bronze. Salon de 1910.
- M. le docteur Étienne Clément, plaquette en bronze. Salon de Paris 1910.
- Georges H…, buste en plâtre. Salon de 1910.
- Statue de Clément Livet, hôpital de la Croix-Rousse, Lyon